# Colaspidea
Genre
Colaspidea est un genre de coléoptères de la famille des Chrysomelidae et de la sous-famille des Eumolpinae. Les espèces du genre se rencontrent en Amérique du Nord (Californie et Sud-Ouest des États-Unis) ainsi que sur le pourtour méditerranéen.

## Systématique
Le genre Colaspideaa été créé en 1833 par l'explorateur et naturaliste français Francis de Laporte de Castelnau (1810-1880).
Colaspidea a pour synonymes :
- Dia Chevrolat, 1837
- Dia Dejean, 1835
- Plestya Gistl, 1848
- Plestyia Gistel, 1848

## Liste des espèces
Selon GBIF (27 novembre 2022) :
- Colaspidea algarvensis  Zoia, 2014
- Colaspidea arachnoides  Duvivier, 1891
- Colaspidea confinis  Zoia, 2014
- Colaspidea dogueti  Zoia, 2014
- Colaspidea globosa  (Küster, 1848)
- Colaspidea graeca  Zoia, 2014
- Colaspidea grossa  Fairmaire, 1866
- Colaspidea incerta  Zoia, 2014
- Colaspidea maghrebina  Zoia, 2014
- Colaspidea maura  Zoia, 2014
- Colaspidea metallica  (Rossi, 1790)
- Colaspidea oblonga  (Blanchard, 1845)
- Colaspidea pallidipes  Zoia, 2014
- Colaspidea pallipes  Fall, 1933
- Colaspidea pomonae  Fall, 1933
- Colaspidea proxima
- Colaspidea smaragdula  (J.L.LeConte, 1857)